# Cistinoza
Cistinoza je  nasledni (autosomno recesivni) poremećaj lizosomalnog skladištenja uzrokovan poremećenim transportom aminokiseline cistina iz lizosoma. U njemu telo akumulira velike količina slobodnog cistina (nevezanog za proteine) u ćelijama brojnih tkiva, a naročito u rožnjači, konjunktivi, koštanoj srži, retikuloendotelnim ćelijama i epitelnim ćelijama. Višak cistina formira kristale koji mogu oštetiti ćelije, u mnogim sistemima u telu, posebno u bubregu, koštanoj srži i očima.
Postoje tri različite vrste cistinoze: nefropatska cistinoza, srednje teška cistinoza i nenefropatska ili očna cistinoza. Sve tri vrste cistinoze su uzrokovane mutacijom u CTNS genu i nasleđuju se autosomno recesivno.
Kauzalno lečenje bolesti ne postoji. U ranoj fazi bolesti pre oštećenja tkiva, može se započeti terapijom cisteaminom. Lečenje cistinoze oralnim cisteaminom mora se započeti čim se postavi dijagnoza cistinoze. Rahitis je moguće lečiti vitaminom D, suzbijanje hipokalijemije i acidoze primenom rastvora natrijum i kalijum citrata. Sa ograničenim uspehom kod manjeg broja obolelih obavljena je transplantacija bubrega, jer njene rezultate „kvari” ponovno taloženjem kristala cistina u transplantirani bubreg.

## Etiopatogeneza
Nefropatska cistinoza
Nefropatski oblik cistinoze počinje u ranom detinjstvu, uzrokujućići slab rast i određenu vrstu oštećenja bubrega (renalni Fanconi sindrom) u kojem se određeni molekuli koji se trebaju reapsorbovati u krvotok eliminišu u mokraći.
Problemi sa bubrezima dovode do gubitka važnih minerala, soli, tečnosti i mnogih drugih hranljivih materija. Gubitak nutrijenata umanjuje rast i može rezultovati mekim kostima (hipofosfatemski rahitis)), posebno u nogama. 
Neravnoteža hranljivih materija u organizmu dovodi do povećanog mokrenja, žeđi, dehidracije i abnormalno kisele krvi (acidoza). 
Oko 2 godine, kristali cistina mogu biti prisutni u prozirnom pokrovu oka (rožnjača). Nakupljanje ovih kristala u oku uzrokuje bol i povećanu osjetljivost na svetlo (fotofobija). Nelečena deca će doživeti potpuni otkaz bubrega u dobi od oko 10 godina. Ostali znaci i simptomi koji se mogu pojaviti kod nelečenih osoba, posebno nakon adolescencije, uključuju pogoršanje funkcije mišića, slepilo, nesposobnost gutanja, dijabetes, probleme sa štitnom žlezdom i nervnim sistemom, i nesposobnost za rad i neplodnost kod pogođenih muškaraca.
Srednje teški oblik
Znaci i simptomi srednje tećke cistinoze su isti kao i kod nefropatske cistinoze , ali se javljaju kasnije. Ovaj oblik se obično javlja kod obolelih osoba u adolescenciji. Neispravni bubrezi i kristali rožnjaće su glavne početni znaci ovog poremećaja. Ako se srednja teška cistinoza ne tretira, dolazi do potpunog otkaza bubrega, ali obično do kasnih tinejdžerskih godina do srednjih dvadesetih godina.
Očna cistinoza
Osobe koje imaju nenefropatsku ili očnu cistinozu obično doživljavaju fotofobiju zbog akumulacije kristala cistina u rožnjači. Kod njih se obično ne razvijaju oštećenja bubrega i najčešče izostaje većinu drugih znakova i simptoma cistinoze.
Zbog odsustva teških simptoma, starost u kojoj se dijagnostikuje ovaj oblik cistinoze jako varira.

## Klinička slika
S kraja prve godine života deteta pojavljuju se znaci:
- disfunkcije proksimalnih tubula bubrega (Fankonijev sindrom),
- poliurija (pojačana sekrecija urina),
- dehidracija,
- anoreksija,
- znaci vitamin D rezistentnog rahitisa sa zaostajem rasta.

Ova deca su sa kliničkim znacima — hipotrofije, plave boje kose, fotofobiju (preosetljivost na svetlost), svrab u očima i glavobolju. 
Adolescentni tip cistinoze odlikuje se sporijim napredovanjem bubrežne insuficijencije. 

## Dijagnoza
Postavlja se na osnovu anamneze, kliničke slike i laboratorijskih analiza. Kako se radi u urođenoj bolesti, moguće je postavljanje prentalane dijagnoze kulturom amnionskih ćelija fetusa i tehnikom merenja retencije SL-cistina.
Tipični cistinotski pacijent ima bledo plavu kosu i plave oči, iako se bolest javlja i kod tamnokosih osoba sa smeđim očima. Pregled kod pacijenata sa nefropatskom cistinozom (progresivna bolest) takođe može otkriti sledeće osobine:
| Period života                               | Dijagnostički znaci |
| ------------------------------------------- | --- |
| Deca mlađa od 1 godine                      | - Deca su obično zaostala u rastu (ispod trećeg percentila u visini i težini) - Sa znacima su rahitisa. - Prisutne su metabolička acidoza i druge hemijske abnormalnosti tubula bubrega (npr povećano izlučivanje iz bubrega, glukoze, aminokiselina, fosfata i kalijuma) |
| Deca od 1 do 2 godine                       | - Javljaju se kristali cistina u rožnjači |
| Deca od 3 do 4 godine                       | - Rožnjača je u celosti ispunjena kristalima cistina, što uzrokuje ranu fotofobiju |
| Deca starosti 7-10 godina                   | - Prethodno uočeni simptomi sada su ozbiljniji - Povećana proteinurija - Progresivna insuficijencija bubrega - Izražena fotofobija - Tiroidna insuficijencija |
| Adolescencija (obično starost 10-13 godina) | - Manifestna bubrežna bolest - Dobro pridržavanje terapije usporava progresiju bubrežne insuficijencije za još nekoliko narednih godina - Odloženo je seksualno sazrevanje; kod muškaraca, hipogonadizam i neplodnost                                                     |
| Druga ili treća decenija života             | - Pored ranijih simptoma javlja se i oštećenje mrežnjače |
| Treća decenija života                       | - Razvoj cerebralnih kalcifikacije; - Poteškoće s mišićima i gutanjem |

### Laboratorijski testovi
Za procenu pacijenata sa cistinozom mogu se koristiti sedeći laboratorijski testovi: 
- Određivawe nivoa elektrolita u serumu — da bi se detektovalo prisustvo acidoze (hiperkloremija, normalni anionski jaz) i težina hipokalemije, hiponatremije, hipofosfatemije i niske koncentracije bikarbonata.
- Gasne analize krvi —  za otkrivanje metaboličke acidoze i stepena respiratorne kompenzacije
- Ispitivanje urina — nalazi uključuju nisku osmolalnost, glikozuriju i tubularnu proteinuriju (uključujući generalizovanu amino kiselinu)
- Nivo elektrolita u urinu — da bi se otkrio gubitak bikarbonata i fosfaturije
- Određivawe nivoa cistina u polimorfonuklearnim leukocitima ili kultivisanim fibroblastima (za fetuse: korionske resice ili ćelije sa kulturnom amnionskom tečnošću) — potvrđuje dijagnozu cistinoze

## Imidžing
Slikovne radiološke metode u postavljanju dijagnoze citinoze mogu biti:
- Ultrasonografija bubrega — je obavzne kod pacijenata sa povišenim izlučivanjem kalcijuma mokraćom kako bi se isključila nefrokalcinoza
- Radiografija bubrega, uretera i mokraćne bešike — služi da se bi se procenile moguće kalcifikacije urinarnog trakta kod pacijenata sa hiperkalciurijom ili kao dijagnostička procena teškog abdominalnog bola
- Kompjuterizovana tomografija i snimanje magnetnom rezonancijom  — služi za procenu promena kod odraslih pacijenata sa infantilnom nefropatskom cistinozom i/ili sa simptomima centralnog nervnog sistema

## Ostale dijagnostičke metode
Ostale metode koje se koriste u proceni pacijenata sa sumnjom na cistinozu uključuju sljedeće:
- Ispitivanje očiju na prorezima — pojava kristala cistina u rožnjaći i konjiktivi (patognomonski znaci)
- Funduskopski pregled — moguće prisustvo periferne retinopatije koja je ozbiljnija na temporalnoj strani nego na nosnoj strani
- Biopsija bubrega sa histološkim pregledom — promene variraju sa stadijumom bolesti

## Terapija
Farmakoterapija
Sredstva za uklanjanje cisteina koriste se u lečenju nefropatske cistinoze. Oralna cisteaminska terapija odlaže potrebu za transplantacijom bubrega, dok se oftalmički cisteamin koristi za upravljanje okularnim komplikacijama kao što je dešpozit cistinskih kristala rožnjače.
Indomethacin može ograničiti gubitak vode kod pacijenata sa nefropatskom cistinozom smanjenjem brzine glomerularne filtracije i senzitizacijom kanala za sakupljanje dejstvom antidiuretskog hormona. Koristi se za lečenje pacijenata sa cistinozom češće u Evropi nego u Sjedinjenim Državama. Potrebno je pažljivo praćenje funkcije bubrega za ovaj agens, jer se brzina glomerularne filtracije može pogoršati administracijom. Ulcerogeni potencijal indometacina je njegov glavni nedostatak u lečenju cistinoze.
Tretman rekombinantnim humanim hormonom rasta poboljšava brzinu rasta kod male dece sa nefropatskom cistinozom pre transplantacije bubrega. Tretman hormonom rasta je manje efikasan za peripubertalne / adolescentne pacijente na terapiji transplantacijom bubrega.
Zamena štitne žlezde je indicirana kod pacijenata sa dijagnozom hipotiroidizma.
Hirurgija
Transplantacija bubrega kod pacijenata sa infantilnom cistinozom koriguje bubrežnu insuficijenciju i produžava preživljavanje (donorske parenhimske ćelij nisu homozigotne za genetski defekt i zbog toga mogu transportovati cistin iz lizozoma). 
Međutim, transplantacija ne sprečava progresiju bolesti u drugim nonrenalnim organima, pa je terapija oralnim cisteaminom obavezna kod pacijenata nakon transplantacije bubrega.  
Neki pacijenti sa teškim gastroezofagealnim refluksom i cistinozom mogu zahtevati postavljanje želudačne — jejunalne sonde ili Nissenovu fundoplikaciju kako bi se postigla optimalna ishrana.
Podržavajuća terapija
Potporna nega u lečenju nefropatske cistinoze uključuje sledeće:
- Zamena urinarnih gubitaka (npr hidratacija, dodatak kalijuma i bikarbonata, dodatak vitamina D i fosfata; karnitin)
- Upravljanje stanjima iscrpljenosti/dehidracije

## Komplikacije
Glavna komplikacija nefropatske cistinoze kod pacijenata starijih od 20 godina je pojava slepila, distalna vakuolna miopatija, cerebralna kalcifikacija ili atrofija, disfunkcija gutanja, šećerna bolest i bolesti jetre (npr hepatomegalija, nodularna degenerativna hiperplazija).
Kog nenefropatske cistinoze, koja se smatra benignom varijantom ove bolesti obično oftalmolog konstatuje, kod pacijenta koga leči zbog fotofobije cistinozne depozite u očima, koji se ne javljaju pre srednje životne dobi. Ove promene obično nisu iscrpljujuće kao u nefropatskom obliku bolesti.

## Prognoza
Deca sa nefropatskim obliko cistinoze uumiru u renalnoj insuficijenciji do 10. godine života.
Kod drugih oblika smrtni ishod se javlja u adolescentnoj dobi. 
Adultni, benigni tip cistinoze daje samo simptom na očima, jer kod ovog oblika bubrezi nisu zahvaćeni bolešću. Zbog odsustva teških simptoma, starost u kojoj se dijagnostikuje ovaj oblik cistinoze varira.

## Literatura
- Besouw, Martine T.P.; Bowker, Richard; Dutertre, Jean-Paul; Emma, Francesco; Gahl, William A.; Greco, Marcella; Lilien, Marc R.; McKiernan, John; Nobili, François; Schneider, Jerry A.; Skovby, Flemming; Van Den Heuvel, Lambertus P.; Van't Hoff, William G.; Levtchenko, Elena N.;  . (децембар 2011). „Cysteamine toxicity in patients with cystinosis”. J Pediatr. 159 (6): 1004—11. PMID 21784456. doi:10.1016/j.jpeds.2011.05.057.

- Van Stralen, K. J.; Emma, F.; Jager, K. J.; Verrina, E.; Schaefer, F.; Laube, G. F.; Lewis, M. A.; Levtchenko, E. N.;  . (октобар 2011). „Improvement in the renal prognosis in nephropathic cystinosis”. Clin J Am Soc Nephrol. 6 (10): 2485—91. PMC 3359556 . PMID 21868618. doi:10.2215/CJN.02000311.

- Andrews, P. A.; Sacks, S. H.; Van't Hoff, W. (новембар 1994). „Successful pregnancy in cystinosis”. JAMA. 272 (17): 1327—8. PMID 7933391. doi:10.1001/jama.1994.03520170037028.

- Almond, P. S.; Matas, A. J.; Nakhleh, R. E.; Morel, P.; Troppmann, C.; Najarian, J. S.; Chavers, B. (фебруар 1993). „Renal transplantation for infantile cystinosis: long-term follow-up”. J Pediatr Surg. 28 (2): 232—8. PMID 8437088. doi:10.1016/S0022-3468(05)80282-9.

- Baum, M. (август 1998). „The Fanconi syndrome of cystinosis: insights into the pathophysiology”. Pediatric Nephrology. 12 (6): 492—7. PMID 9745876. doi:10.1007/s004670050495.

- Bendavid, C.; Kleta, R.; Long, R.; Ouspenskaia, M.; Muenke, M.; Haddad, B. R.; Gahl, W. A.;  . (новембар 2004). „FISH diagnosis of the common 57-kb deletion in CTNS causing cystinosis”. Hum Genet. 115 (6): 510—4. PMID 15365816. doi:10.1007/s00439-004-1170-2.

- Dohil, Ranjan; Newbury, Robert O.; Sellers, Zachary M.; Deutsch, Reena; Schneider, Jerry A.;  . (август 2003). „The evaluation and treatment of gastrointestinal disease in children with cystinosis receiving cysteamine”. J Pediatr. 143 (2): 224—30. doi:10.1067/S0022-3476(03)00281-6.

- Elenberg, E.; Norling, L. L.; Kleinman, R. E.; Ingelfinger, J. R. (јун 1998). „Feeding problems in cystinosis”. Pediatric Nephrology. 12 (5): 365—70. PMID 9686953. doi:10.1007/s004670050467.

- Facts and Comparisons. Cysteamine bitartrate. Drug Facts and Comparisons. 5th ed. St. Louis, MO: Facts and Comparisons; 2000. 590-1.

- Foreman JW. Metabolic disorders. Pediatric Nephrology. Baltimore, MD: Lippincott Williams & Wilkins; 1994. 537- 57.

- Gahl, William A. (1986). „Cystinosis coming of age”. Adv Pediatr. 33: 95—126. PMID 3541536. doi:10.1016/S0065-3101(24)00302-5.

- Gahl, W. A.; Balog, J. Z.; Kleta, R. (август 2007). „Nephropathic cystinosis in adults: natural history and effects of oral cysteamine therapy”. Annals of Internal Medicine. 147 (4): 242—50. PMID 17709758. doi:10.7326/0003-4819-147-4-200708210-00006.

- Gahl, William A.; Reed, George F.; Thoene, Jess G.; Schulman, Joseph D.; Rizzo, William B.; Jonas, Adam J.; Denman, Daniel W.; Schlesselman, James J.; Corden, Brian J.; Schneider, Jerry A. (април 1987). „Cysteamine therapy for children with nephropathic cystinosis”. New England Journal of Medicine. 316 (16): 971—7. doi:10.1056/NEJM198704163161602.

- Kleta, R.; Kaskel, F.; Dohil, R.; Goodyer, P.; Guay-Woodford, L. M.; Harms, E.; Ingelfinger, J. R.; Koch, V. H.; Langman, C. B.; Leonard, M. B.; Mannon, R. B.; Sarwal, M.; Schneider, J. A.; Skovby, F.; Sonies, B. C.; Thoene, J. G.; Trauner, D. A.; Gahl, W. A.; NIH Office of Rare Diseases;  . (април 2005). „First NIH/Office of Rare Diseases Conference on Cystinosis: past, present, and future”. Pediatric Nephrology. 20 (4): 452—4. PMID 15747161. doi:10.1007/s00467-004-1777-5.

- Levtchenko, Elena N.; Van Dael, Carin M.; De Graaf-Hess, Addy C.; Wilmer, Martijn J. G.; Van Den Heuvel, Lambertus P.; Monnens, Leo A.; Blom, Henk J. (јануар 2006). „Strict cysteamine dose regimen is required to prevent nocturnal cystine accumulation in cystinosis”. Pediatric Nephrology. 21 (1): 110—3. PMID 16252107. doi:10.1007/s00467-005-2052-0.

- Markello, Thomas C.; Bernardini, Isa M.; Gahl, William A. (април 1993). „Improved renal function in children with cystinosis treated with cysteamine”. New England Journal of Medicine. 328 (16): 1157—62. doi:10.1056/NEJM199304223281604.

- Saleem, M. A.; Milford, D. V.; Alton, H.; Chapman, S.; Winterborn, M. H.;  . (фебруар 1995). „Hypercalciuria and ultrasound abnormalities in children with cystinosis”. Pediatric Nephrology. 9 (1): 45—7. PMID 7742221. doi:10.1007/BF00858968.

- Schneider, J. A.; Katz, B.; Melles, R. B. (новембар 1990). „Update on nephropathic cystinosis”. Pediatric Nephrology. 4 (6): 645—53. PMID 2088469. doi:10.1007/BF00858644.

- Smolin, L. A.; Clark, K. F.; Schneider, J. A. (август 1987). „An improved method for heterozygote detection of cystinosis, using polymorphonuclear leukocytes”. Am J Hum Genet. 41 (2): 266—75. PMC 1684200 . PMID 3618595.

- Sonies, B. C.; Almajid, P.; Kleta, R.; Bernardini, I.; Gahl, W. A. (мај 2005). „Swallowing dysfunction in 101 patients with nephropathic cystinosis: benefit of long-term cysteamine therapy”. Medicine (Baltimore). 84 (3): 137—46. PMID 15879904. doi:10.1097/01.md.0000164204.00159.d4.

- Swinford RD, Elenberg E, Ingelfinger JR. Persistent renal disease. Nutritrition in Pediatrics: Basic Science and Clinical Applications. Hamilton, Ontario: BC Decker; 1996. 493-515.

- McDowell, Geraldine A.; Gahl, William A.; Stephenson, Leah A.; Schneider, Jerry A.; Weissenbach, Jean; Polymeropoulos, Mihael H.; Town, Margaret M.; Van't Hoff, William; Farrall, Martin; Mathew, Christopher G. (јун 1995). „Linkage of the gene for cystinosis to markers on the short arm of chromosome 17”. Nat Genet. 10 (2): 246—8. PMID 7663525. doi:10.1038/ng0695-246.

- „Treatment with recombinant human growth hormone in short children with nephropathic cystinosis: no evidence for increased deterioration rate of renal function”. The European Study Group on Growth Hormone Treatment in Short Children with Nephropathic Cy. Pediatr Res. 43 (4 Pt 1): 484—8. април 1998.

- Wühl, E.; Haffner, D.; Offner, G.; Broyer, M.; Van't Hoff, W.; Mehls, O.; European Study Group on Growth Hormone Treatment in Children with Nephropathic Cystinosis;  . (јун 2001). „Long-term treatment with growth hormone in short children with nephropathic cystinosis”. J Pediatr. 138 (6): 880—7. PMID 11391333. doi:10.1067/mpd.2001.113263..

## Spoljašnje veze
- Cystinosis (језик: енглески)
- GeneReviews/NCBI/NIH/UW entry on Cystinosis (језик: енглески)

|  | Molimo Vas, obratite pažnju na važno upozorenje u vezi sa temama iz oblasti medicine (zdravlja). |